# Michael Redgrave
Michael Redgrave (20 de marzo de 1908-21 de marzo de 1985) fue un actor teatral y cinematográfico británico, así como director y escritor. 
En dos ocasiones (1958 y 1963) fue nombrado mejor actor en los Premios Evening Standard y 'Actor del Año' por el Variety Club of Great Britain. Además recibió el grado de Comandante de la Orden del Imperio Británico (CBE) en 1952, y el de caballero en 1959.
Redgrave estuvo casado con la actriz Rachel Kempson, y sus hijos —Vanessa Redgrave, Corin Redgrave y Lynn Redgrave— y nietos han llevado a cabo notables carreras como actores teatrales y cinematográficos.

## Juventud y educación
Su nombre completo era Michael Scudamore Redgrave, y nació en Brístol, Inglaterra. Sus padres eran el actor del cine mudo Roy Redgrave y la actriz Margaret Scudamore. No llegó a conocer a su padre, quien abandonó a su familia cuando Michael tenía seis meses de edad con el objeto de hacer carrera en Australia. Su madre se casó más adelante con el Capitán James Anderson, un plantador de té, al que Redgrave nunca quiso.
Estudió en el Clifton College y en el Magdalene College (Cambridge). Además fue maestro en la Cranleigh School de Surrey antes de hacerse actor en 1934. Allí dirigió representaciones de Hamlet, El Rey Lear y La tempestad, pero lo disponía para interpretar él mismo los primeros papeles.

## Carrera teatral
Redgrave hizo su primera actuación profesional en el Liverpool Playhouse el 30 de agosto de 1934, en el papel de Roy Darwin en la obra Counsellor-at-Law (de Elmer Rice). Posteriormente pasó dos años con su Liverpool Repertory Company, en la cual conoció a su futura esposa, Rachel Kempson, con la que se casó el 18 de julio de 1935. 

### Década de 1930
Gracias a una oferta de trabajo de Tyrone Guthrie, debutó profesionalmente en Londres en el Teatro Old Vic el 14 de septiembre de 1936, interpretando a Fernando en Trabajos de amor perdidos. En la temporada 1936-37 fue Mr Horner en The Country Wife, Orlando en Como gustéis, Warbeck en The Witch of Edmonton y Laertes en el Hamlet de Laurence Olivier. Su éxito en esa temporada fue Orlando. Edith Evans fue su Rosalind, y ambos actores tuvieron una relación amorosa."
En el Teatro Embassy en marzo de 1937 interpretó a Anderson en una obra de misterio, The Bat, antes de volver al Old Vic en abril, sucediendo a Marius Goring como el Coro en Enrique V. Otros de sus papeles en ese año fueron el de Christopher Drew en la comedia de Daisy Fisher A Ship Comes Home y el de Larry Starr en la pieza de Philip Leaver Three Set Out. Posteriormente entró a formar parte de la compañía de John Gielgud en el Teatro Queen's, trabajando entre septiembre de 1937 y abril de 1938, e interpretando a Bolingbroke en Ricardo II, a Charles Surface en The School for Scandal y al Barón Tusenbach en Las tres hermanas.
Otros de sus papeles fueron:
- Alexei Turbin en Días de los Turbin, de Mijaíl Bulgákov, Teatro Phoenix, octubre de 1938.
- Sir Andrew Aguecheek en Noche de reyes, Phoenix, diciembre de 1938.
- Harry, Lord Monchesney, en Reunión familiar, de T. S. Eliot, Teatro Westminster, marzo de 1939.
- Henry en Springtime for Henry, gira en 1939.

### Segunda Guerra Mundial
Tras la reapertura de los teatros londinenses una vez finalizada la guerra, actuó en los siguientes papeles:
- Capitán Macheath en The Beggar's Opera, Teatro Haymarket, marzo de 1940.
- Charleston en Thunder Rock, de Robert Ardrey, Teatro Neighbourhood, junio de 1940; The Globe en julio de 1940.

Redgrave se enroló en la Marina Real británica como marinero en julio de 1941, pero fue licenciado por motivos médicos en noviembre de 1942. Tras pasar la mayor parte de 1942 en la Reserva, dirigió Lifeline, de Norman Armstrong, con Frank Pettingell, en el Teatro Duchess en julio, y The Duke in Darkness, de Patrick Hamilton, con Leslie Banks, en el Teatro St James's en octubre.
Resumiendo su carrera teatral, Redgrave actuó/dirigió:
- Rakitin en Un mes en el campo, de Iván Turguénev, Teatro St James's, marzo de 1943.
- Lafont en La Parisienne, comedia de Henry Becque. Redgrave dirigió y también actuó junto a Sonia Dresdel, en el St James's en junio de 1943.
- Blow Your Own Trumpet, comedia de Peter Ustinov, dirigida, Teatro Playhouse, agosto de 1943.
- The Wingless Victory, de Maxwell Anderson, dirigida, con Rachel Kempson, Teatro Phoenix en septiembre de 1943.
- Harry Quincey en Uncle Harry, obra de Thomas Job, codirigida con William Armstrong, con Beatrix Lehmann y Rachel Kempson, Teatro Garrick, marzo de 1944.
- Coronel Stjerbinsky en Jacobowsky y el Coronel, una comedia de Franz Werfel, en la que Redgrave también dirigió, con Rachel Kempson como Marianne, Teatro Piccadilly, junio de 1945.

### Años posbélicos
- Papel principal de Macbeth, Teatro Aldwych en diciembre de 1947; National Theater de Nueva York, con Flora Robson el 31 de marzo de 1948.
- Capitán en El padre, de August Strindberg, dirigida por Dennis Arundell, con Freda Jackson, Teatro Embassy, noviembre de 1948, y Teatro Duchess en enero de 1949.
- Etienne en A Woman in Love (co-adaptación con Diana Gould y dirección) con Margaret Rawlings como Germaine,  Teatro Embassy en abril de 1949.

Tras unirse a la compañía Old Vic para trabajar en el Teatro Noël Coward, en la temporada 1949-50 interpretó:
- Berowne en Trabajos de amor perdidos.
- Marlow en She Stoops to Conquer.
- Rakitin en Un mes en el campo.
- Su primer Hamlet, que también interpretó en el Festival de Zúrich, en el Festival de Holanda y en el Castillo de Kronborg en Elsinor en junio de 1950.

### Década de 1950
Redgrave entró a formar parte de la compañía Shakespeare Memorialen Stratford-upon-Avon, en la temporada de 1951 actuó como Próspero en La tempestad, así como Ricardo II, Hotspur y el Coro en el Ciclo de Histories, para lo cual también dirigió Enrique IV, Parte Dos. Tras interpretar a Frank Elgin en Winter Journey en el St James's en abril de 1952, volvió a la compañía Stratford en 1953 (junto con su esposa, Rachel Kempson) actuando como Shylock, El rey Lear y Marco Antonio en Antonio y Cleopatra, personaje que también encarnó cuando la compañía pasó al Teatro Princes en noviembre de 1953, antes de hacer una gira por Holanda, Bélgica y París. En noviembre de 1956 se trasladó a Broadway para encarnar el personaje principal de The Sleeping Prince, de Terence Rattigan, que Laurence Olivier había estrenado en Londres tres años antes.
En el Apollo en junio de 1955 fue Héctor en La guerre de Troie n'aura pas lieu , haciendo el mismo papel en el Teatro Plymouth de Nueva York en octubre de 1955, y ganado, gracias al mismo, el Premio de la Crítica de Nueva York. Estando en dicha ciudad dirigió Un mes en el campo en el Teatro Phoenix en abril de 1956, y también dirigió y actuó en The Sleeping Prince en el Coronet en noviembre de 1956. 
De vuelta a Londres en enero de 1958 actuó como Philip Lester en A Touch of the Sun, de N. C. Hunter, en el Teatro Saville —Mejor Actor en los Premios Evening Standard de 1958— antes de volver a unirse a la Compañía Shakespeare Memorial Theatre en junio de 1958 para hacer los papeles de Hamlet y Benedick. También hizo Hamlet con la compañía en Leningrado y Moscú en diciembre de 1958 (a la vez que su esposa actuaba como Úrsula en Mucho ruido y pocas nueces y como Señora Capuleto en Romeo y Julieta).
En el Teatro Queen's de Londres en agosto de 1959 actuó en su propia adaptación de la novela de Henry James Los papeles de Aspern. La obra se repuso con éxito en Broadway en 1962, con Wendy Hiller y Maurice Evans, mientras que en su representación de 1984 en Londres actuaron su hija, Vanessa Redgrave, junto con Christopher Reeve y Wendy Hiller.

### Década de 1960
Entre sus papeles de esos años destacan:
- Jack Dean en The Tiger and the Horse, de Robert Bolt, Teatro Queen's, agosto de 1960.
- Víctor Rhodes en The Complaisant Lover, de Graham Greene, en el Teatro Ethel Barrymore de Nueva York, noviembre de 1961 (ciento una representaciones).

De vuelta a Inglaterra, en julio de 1962 intervino en el Festival de Teatro de Chichester interpretando el papel principal de la obra de Antón Chéjov Tío Vania. 
Tío Vania volvió a representarse en Chichester en 1963 antes de pasar al Old Vic como parte de la temporada inaugural del naciente Royal National Theatre, ganando entusiastas críticas y consiguiendo Redgrave su segundo Premio Evening Standard al mejor actor en 1963. 
Redgrave también actuó en la obra de Arthur Watkyn Out of Bounds, representada en el Teatro Wyndham en noviembre de 1962. A ello siguió su interpretación de Claudio en el Old Vic frente al Hamlet of Peter O'Toole el 22 de octubre de 1963. 
En enero de 1964, en el National hizo el papel principal de Hobson's Choice. En el mismo teatro interpretó en junio de 1964 a Halvard Solness en El maestro constructor, coincidiendo con el incipiente inicio, todavía desconocido para él, de una enfermedad de Parkinson.
Redgrave dirigió entre mayo y junio de 1965 el festival de estreno del Teatro Yvonne Arnaud en Guildford, dirigiendo y actuando como Rakitin en Un mes en el campo (junto a Ingrid Bergman como Natalya Petrovna), y encarnando a Samson en Samson Agonistes (con Rachel Kempson). Interpretó de nuevo a Rakitin en septiembre de 1965 cuando su producción se transfirió al Teatro Cambridge de Londres.
Además, en 1967 dirigió para el Festival de Glyndebourne la obra Werther en 1966 y La Bohème en 1967.

### Década de 1970
En el Teatro Mermaid en julio de 1971 fue Mr. Jaraby en The Old Boys, de William Trevor, obra en la que tuvo algunos problemas de memorización.
No obstante, interpretó con éxito el papel de Padre en la pieza de John Mortimer Un viaje alrededor de mi padre, en el Teatro Royal Haymarket, haciendo además una gira con ese papel por Canadá y Australia en 1972-73. Siguió viajando en 1974-75 con una producción de la Royal Shakespeare Company de The Hollow Crown, actuando en grandes teatros estadounidenses y australianos, haciendo lo mismo en 1976-77 por Sudamérica, Canadá y el Reino Unido con la antología Shakespeare's People.
Uno de sus últimos trabajos fue la narración en 1975 del poema épico The Rime of the Ancient Mariner, de Samuel Taylor Coleridge. Este trabajo sería el último antes de verse seriamente afectado por enfermedad de Parkinson. La última actuación teatral de Redgrave tuvo lugar en mayo de 1979 cuando encarnó a Jasper en la obra de Simon Gray Close of Play, dirigida por Harold Pinter.

## Trabajo cinematográfico y televisivo
Redgrave trabajó por primera vez en la BBC en el Alexandra Palace en 1937, en escenas de Romeo y Julieta. Entre sus actuaciones televisivas destacan su trabajo como actor de voz para el documental The Great War (1964) y la serie Lost Peace (1964 y 1966).
Su primer papel de importancia en el cine llegó con el film de Alfred Hitchcock The Lady Vanishes (1938). Redgrave también actuó en Las estrellas miran hacia abajo (1939), con James Mason en la película basada en la obra de Robert Ardrey Thunder Rock (1943), y en un episodio del film compendio de Estudios Ealing Dead of Night (1945).
En Estados Unidos debutó actuando con Rosalind Russell en A Electra le sienta bien el luto (1947), por el cual fue nominado al Óscar al mejor actor. En 1951 protagonizó The Browning Version, basada en la obra de Terence Rattigan del mismo nombre. El Daily Mirror describió el trabajo de Redgrave como Crocker-Harris como «una de las mejores actuaciones nunca vistas en el cine».  Otros filmes en los que trabajó en los años cincuenta fueron La importancia de llamarse Ernesto (1952), The Dam Busters (1954), y 1984 (1956).

## Vida personal
En 1935 Michael Redgrave se casó con la actriz Rachel Kempson, permaneciendo el matrimonio unido 50 años, hasta el fallecimiento del actor, hecho ocurrido en 1985 en una residencia en Denham, Inglaterra, a causa de la enfermedad de Parkinson. Tenía 77 años de edad. Sus restos fueron incinerados.
Sus hijos, Vanessa (nacida en 1937), Corin (1939-2010) y Lynn Redgrave (1943-2010), así como sus nietos Natasha (1963-2009), Joely Richardson (1965), Jemma, Luke Redgrave y Carlo Gabriel Nero se han dedicado todos, excepto los dos últimos, a la interpretación teatral o cinematográfica.

## Nombramientos
Redgrave fue nombrado comendador de la Orden del Imperio Británico (CBE) en 1952, y caballero en 1959.
También fue nombrado comandante de la Orden de Dannebrog, Dinamarca, en 1955. Así mismo, fue Primer Presidente del English Speaking Board (1953), Presidente del Teatro Questors de Ealing (1958), y Doctor en Letras en Bristol (1966).  

## Filmografía parcial
- Secret Agent (Agente secreto) (1936)
- The Lady Vanishes (1938)
- Climbing High (Cuidado con lo que haces) (1938)
- Stolen Life (Vida robada) (1939)
- Las estrellas miran hacia abajo (1939)
- The Big Blockade (1940)
- A Window in London (1940)
- Atlantic Ferry (Hijos del mar) (1941)
- Kipps (1941)
- Jeannie (Tú cambiarás de vida) (1941)
- Thunder Rock (1942)
- The Way to the Stars (1945)
- Dead of Night (Al morir la noche) (1945)
- The Captive Heart (Un corazón cautivo) (1946)
- The Years Between (1946)
- The Man Within (1947)
- Fame is the Spur (1947)
- A Electra le sienta bien el luto (1947)
- Secreto tras la puerta (1948)
- La versión Browning (1951)
- The Magic Box (1951)
- La importancia de llamarse Ernesto (1952)
- The Green Scarf (1954)
- The Sea Shall Not Have Them (1954)
- The Night My Number Came Up (1955)
- Mr. Arkadin (1955)
- The Dam Busters (Los malditos) (1955)
- Oh... Rosalinda!! (1955)
- 1984 (1956)
- Time Without Pity (1957)
- The Happy Road (1957)
- Behind the Mask (1958)
- The Quiet American (1958)
- Law and Disorder (1958)
- Shake Hands with the Devil (Luces de rebeldía) (1959)
- The Wreck of the Mary Deare (Misterio del barco perdido) (1959)
- The Innocents (1961)
- No My Darling Daughter (1961)
- La soledad del corredor de fondo (The Loneliness of the Long Distance Runner) (1962), de Tony Richardson
- Uncle Vanya (1963)
- La colina (1965)
- Los héroes de Telemark (1965)
- El soñador rebelde (1965)
- Alicia en el país de las maravillas (1966)
- Heidi (1968) (TV), como Abuelo de Heidi
- Assignment K (1968)
- Oh! What a Lovely War (1969)
- La batalla de Inglaterra (1969)
- Adiós, Mr. Chips (1969)
- David Copperfield (1969)
- Goodbye Gemini (1970)
- Connecting Rooms (1970)
- The Go-Between (El mensajero) (1970)
- A Christmas Carol (1971), narración
- Nicolás y Alejandra (1971)
- The Last Target (1972)
- Rime of the Ancient Mariner (1975), narración

## Premios y nominaciones
Premios Óscar
| Año  | Categoría   | Película                         | Resultado |
| ---- | ----------- | -------------------------------- | --------- |
| 1948 | Mejor actor | A Electra le sienta bien el luto | Nominado  |

Festival Internacional de Cine de Cannes
| Año  | Categoría   | Película            | Resultado |
| ---- | ----------- | ------------------- | --------- |
| 1951 | Mejor Actor | La versión Browning | Ganador   |

## Escritos
Redgrave escribió cuatro libros:
- The Actor's Ways and Means Heinemann (1953)
- Mask or Face: Reflections in an Actor's Mirror Heinemann (1958)
- The Mountebank's Tale Heinemann (1959)
- In My Mind's I: An Actor's Autobiography Viking (1983) ISBN 0-670-14233-6

Entre sus obras se incluyen The Seventh Man y Circus Boy, ambas representadas en el Liverpool Playhouse en 1935, así como sus adaptaciones de A Woman in Love (Amourese) en el Embassy en 1949 y Los papeles de Aspern en el Queen's Theatre en 1959.